# Droga wojewódzka nr 840
Droga wojewódzka nr 840 (DW840) – droga wojewódzka w województwie lubelskim o długości 1,581 km łącząca stację kolejową Skoki-Borowa z DW801. Jest jedną z najkrótszych dróg wojewódzkich w Polsce.